# Austrian Cockpit Association
Die ACA – Austrian Cockpit Association ist ein Berufsverband für österreichische Verkehrspiloten und Verkehrspilotinnen mit Sitz am Flughafen Wien.
Der Verein wurde 1958 von Piloten der Austrian Airlines unter dem Namen AUALPA (Austrian Airline Pilots’ Association) gegründet. Der Name lehnte sich – wie in vielen anderen Ländern – an den Namen des Internationalen Dachverbandes IFALPA an. Um besser auszudrücken, dass auch Piloten anderer österreichischer Unternehmen vertreten werden, wurde der Name Ende der 1990er-Jahre – diesmal in Anlehnung an den europäischen Dachverband European Cockpit Association – auf Austrian Cockpit Association geändert.
Die ACA verfolgt die berufspolitischen Interessen der österreichischen Verkehrspiloten und Verkehrspilotinnen, insbesondere die kontinuierliche Verbesserung der Flugsicherheit.
Ordentliches Mitglied werden können nur Piloten und Pilotinnen, die kommerziell bei einem österreichischen Luftfahrtunternehmen fliegen, sowie österreichische Piloten/Pilotinnen, die kommerziell in einem Land ohne IFALPA-Pilotenverband fliegen. Flugschüler, Pensionisten und „Luftfahrt-affine“ Personen können als außerordentliche Mitglieder (eingeschränkte Rechte und Pflichten) beitreten. Der Vorstand entscheidet über jede Neuaufnahme. Mitgliedern stehen eine Reihe von Unterstützungen und Vergünstigungen zur Verfügung.
Delegierte der ACA sind in den wichtigsten Arbeitsgruppen der IFALPA und ECA vertreten. Dort werden welt- bzw. europaweit abgestimmte Positionen erarbeitet, die dann national umgesetzt werden können. Dazu ist die ACA in engem Kontakt mit österreichischen Behörden und anderen Interessenvertretungen und nimmt auch zu luftfahrtbezogenen Gesetzesvorlagen Stellung.
Fach-Komitees der ACA:
- AAP (Accident Analysis and Prevention / Flugunfall Analyse und Vorsorgemaßnahmen)
- HUPER (Human Performance / Luftfahrt Psychologie, Flugmedizin, Ausbildung und Lizenzwesen)
- RCO (Reduced Crew Operations / „2 Pilots in the Cockpit“)
- SOCIAL WINGS (soziale Aspekte der Luftfahrtberufe)
- ENVI (Environment / Auswirkungen der Maßnahmen gegen den Klimawandel auf den Luftverkehr)
- P&G (Professional and Government Affairs / Arbeitsbedingungen und rechtlicher Rahmen auf überbetrieblicher Ebene)
- ATS (Air Traffic Services / Flugsicherung-Angelegenheiten)
- DG (Dangerous Goods / Gefahrgüter im Lufttransport)
- SEC (Security / Sicherheit vor ungesetzlichen Angriffen)
- AGE (Aerodrome and Ground Aids / Flughäfen und sicherheitsrelevante Bodeneinrichtungen)
- ADO (Aircraft Design and Operation / Konstruktion und Betrieb von Luftfahrzeugen)
- HEL (Helicopter / Hubschrauber)

Über den Rahmen von IFALPA und ECA kooperiert ACA eng mit den anderen deutschsprachigen Pilotenverbänden Vereinigung Cockpit (Deutschland) und Aeropers (Schweiz).
Eine gewerkschaftliche Tätigkeit ist in den Statuten zwar vorgesehen, aber aufgrund der Größe der dieser Berufsgruppe erreicht der Verband die für Kollektivvertragsfähigkeit vorgesehene Mindestgröße nicht. Es besteht jedoch eine Kooperation mit der zuständigen Fachgewerkschaft vida und den Betriebsräten der Airlines.
Mit Ausnahme der festangestellten Büroleiterin und einer Social Media Verantwortlichen sind alle Mitarbeiter der ACA ehrenamtlich tätig.
ACA kooperiert mit AATCA, dem Verband der Österreichischen Flugverkehrsleiter und veranstaltet gemeinsam mit AATCA seit vielen Jahren Meetings für Piloten und Controller. In den „Profi Lounges“ können Controller und Piloten Vorträge zu aktuellen Luftfahrt-Themen diskutieren. Damit soll das Verständnis für die Sicht der jeweils „anderen“ Gruppe auf den gemeinsam „bearbeiteten“ Luftraum erhöht werden.
Die Mitglieder des Verbandes werden durch die Website des Verbandes, über soziale Medien und via E-Mail informiert, weiters durch Fachvorträge und Workshops zu Luftfahrtthemen. Die zweimonatlich erscheinende Mitgliederzeitschrift aca.info gibt tiefergehende Hintergrundinformation über die jeweilige Arbeit der Organisation und Aktuelles aus der Luftfahrt. Gastbeiträge von AATCA aber auch Kulturelles runden die Berichterstattung ab.
Bei der Generalversammlung 2021 wählten die Mitglieder der ACA First Officer Andreas Strobl zum Präsidenten.

## Frühere Präsidenten
- Erich Mara
- Roland Ulbrich
- Heinz Frühwirth
- Wilhelm Maderner
- Christoph Mair
- Bernd Hechenegger
- Peter Wolfgang Beer
- Isabel Doppelreiter